# Малый Боков
Малый Боков (бел. Малы Бокаў) — деревня в Михалковском сельсовете Мозырского района Гомельской области Республики Беларусь.

## География

### Расположение
В 26 км на юго-запад от Мозыря, 156 км от Гомеля, 1 км от железнодорожной станции Мытва (на линии Калинковичи — Овруч).

### Гидрография
На реке Мытва (приток реки Припять).

## Транспортная сеть
Транспортные связи по просёлочной, затем автодороге Мозырь — Новая Рудня. Планировка состоит из прямолинейной улицы, ориентированной с юго-востока на северо-запад, к которой с запада присоединяются 2 короткие прямолинейные улицы. Застройка двусторонняя, деревянная, усадебного типа.

## История
По письменным источникам известна с начала XVIII века, когда переселенцы из деревни Боковщина основали новое село и назвали его Малый Боков. После 2-го раздела Речи Посполитой (1793 год) в составе Российской империи. В 1795 году рядом находился рудник. Дворянин Ленкевич владел в деревне в 1864 году 2560 десятинами земли и трактиром. Согласно переписи 1897 года действовали в деревне хлебозапасный магазин и в усадьбе водяная мельница, мастерская по обработке кож, в Каралинской волости Мозырского уезда Минской губернии. В 1905 году открыта школа, которая размещалась в наёмном крестьянском доме, а в начале 1920-х годов ей было выделено национализированное здание. В 1908 году в Михалковской волости Мозырского уезда Минской губернии.
В 1930 году организован колхоз «Источник Коммунизма», работала кузница. Согласно переписи 1959 года в составе совхоза «Мозырский» (центр — деревня Рудня), работал клуб.

## Население

### Численность
- 2004 год — 49 хозяйств, 101 житель.

### Динамика
- 1795 год — 15 дворов, 152 жителя.
- 1834 год — 23 двора, 140 жителей.
- 1897 год — 52 двора, 297 жителей; в усадьбе 1 двор, 27 жителей (согласно переписи).
- 1908 год — 56 дворов, 336 жителей.
- 1925 год — 94 двора.
- 1959 год — 303 жителя (согласно переписи).
- 2004 год — 49 хозяйств, 101 житель.